# Gloria Hooper (Leichtathletin)
Gloria Hooper (* 3. März 1992 in Villafranca di Verona) ist eine italienische Leichtathletin, die sich auf den Sprint spezialisiert hat.

## Sportliche Laufbahn
2010 trat Gloria Hooper erstmals bei internationalen Meisterschaften, den Juniorenweltmeisterschaften im kanadischen Moncton, an und schied dort im 200-Meter-Lauf mit 24,74 s in der ersten Runde aus. Im Jahr darauf belegte sie bei den Junioreneuropameisterschaften in Tallinn in 23,95 s den siebten Platz und gewann mit der italienischen 4-mal-100-Meter-Staffel mit neuem U20-Rekord von 44,52 s die Silbermedaille. 2012 qualifizierte sie sich für die Europameisterschaften in Helsinki, bei denen sie im Halbfinale wegen eines Fehlstarts disqualifiziert wurde. Zudem konnte sie sich mit der Staffel in 43,90 s nicht für das Finale qualifizieren. Anschließend startete sie über 200 Meter bei den Olympischen Spielen in London, bei denen sie aber mit 23,25 s im Vorlauf ausschied. 2013 nahm sie im 60-Meter-Lauf erstmals an den Halleneuropameisterschaften in Göteborg teil und schied dort mit 7,41 s in der ersten Runde aus. Im Juli gewann sie bei den U23-Europameisterschaften in Tampere in 23,24 s die Bronzemedaille über 200 Meter sowie in 43,86 s auch mit der Staffel. Damit qualifizierte sie sich erstmals für die Weltmeisterschaften in Moskau, bei denen sie mit 23,10 s in der Vorrunde ausschied.
Bei den IAAF World Relays 2015 auf den Bahamas trat sie in der 4-mal-100-Meter-Staffel an, konnte dort aber den Vorlauf nicht beenden. Über 200 Meter schied sie bei den Weltmeisterschaften in Peking mit 22,92 s im Halbfinale aus, während sie sich mit der Staffel in 43,22 s nicht für das Finale qualifizieren konnte. 2016 startete sie bei den Hallenweltmeisterschaften in Portland und gelangte dort über 60 Meter bis ins Halbfinale, in dem sie aber nicht mehr an den Start ging. Anschließend gelangte sie bei den Europameisterschaften in Amsterdam im 100-Meter-Lauf und auch über 200 Meter je bis in das Halbfinale, in dem sie mit 11,48 s bzw. 23,25 s ausschied. Des Weiteren belegte sie mit der Staffel in 43,57 s Rang sieben. Mit ihren Leistungen qualifizierte sie sich über 200 Meter erneut für die Olympischen Spiele in Rio de Janeiro, bei denen sie mit 23,05 s erneut in der ersten Runde ausschied. 2017 gelangte sie bei den Halleneuropameisterschaften in Belgrad bis in das Halbfinale und schied dort mit 7,34 s im Halbfinale aus. Anschließend wurde sie bei den World Relays mit der Staffel im Vorlauf disqualifiziert und schied bei den Weltmeisterschaften in London mit 23,51 s in der Vorrunde aus.
2018 gewann sie bei den Mittelmeerspielen in Tarragona in 23,09 s die Silbermedaille über 200 Meter hinter der Frenzösin Carolle Zahi und auch mit der Staffel gewann sie in 43,63 s die Bronzemedaille hinter Frankreich und Spanien. Anschließend gelangte sie bei den Europameisterschaften in Berlin über 200 Meter bis in das Halbfinale, in dem sie mit 23,43 s ausschied und mit der Staffel in 43,42 s auf Rang sieben landete. Bei den IAAF World Relays 2019 in Yokohama wurde sie in 44,29 s Fünfte und bei den Weltmeisterschaften in Doha schied sie über 200 Meter mit 23,33 s im Vorlauf aus. Mit der Staffel erreichte sie aber das Finale und beendete dieses nach 42,98 s, neuem Landesrekord, auf dem siebten Platz. Bei den World Athletics Relays 2021 im polnischen Chorzów  siegte sie überraschend in 43,79 s mit der 4-mal-100-Meter-Staffel und verhalf Italien damit zu einem Staffelquotenplatz für die Olympischen Spiele. Über 200 m qualifizierte sie sich über die Weltrangliste für die Olympischen Spiele in Tokio und gelangte dort bis ins Halbfinale, in dem sie mit 23,28 s ausschied. Zudem verpasste sie im Staffelbewerb mit 42,84 s den Finaleinzug, stellte damit aber einen neuen Landesrekord auf.
2022 siegte sie in 11,76 s bei den Trond Mohn Games und belegte anschließend bei den Mittelmeerspielen in Oran in 11,62 s den fünften Platz über 100 Meter. Zudem siegte sie in 43,68 s mit der 4-mal-100-Meter-Staffel. Anschließend schied sie bei den Europameisterschaften in München mit 11,64 s in der ersten Runde über 100 Meter aus und verhalf der Staffel zum Finaleinzug und trug damit zum Gewinn der Bronzemedaille bei. Im Jahr darauf schied sie bei den Halleneuropameisterschaften in Istanbul mit 7,39 s in der ersten Runde über 60 Meter aus und 2025 schied sie bei den Halleneuropameisterschaften in Apeldoorn mit 7,28 s im Halbfinale aus. Kurz darauf kam sie bei den Hallenweltmeisterschaften in Nanjing mit 7,36 s nicht über den Vorlauf hinaus.
2013, 2015 und 2016 wurde Hooper italienische Meisterin im 100-Meter-Lauf sowie von 2015 bis 2017 sowie 2019 auch über 200 Meter. Zudem sicherte sie sich die Titel in der 4-mal-100-Meter-Staffel 2012 und 2013 sowie 2017, 2018 und von 2022 bis 2024. 2023 wurde sie Hallenmeisterin im 60-Meter-Lauf.

## Persönliche Bestleistungen
- 100 Meter: 11,24 s (+1,5 m/s), 22. Mai 2021 in Rieti
  - 60 Meter (Halle): 7,25 s, 9. März 2025 in Apeldoorn
- 200 Meter: 22,89 s (+1,4 m/s), 26. Juni 2016 in Rieti
  - 200 Meter (Halle): 23,97 s, 16. Januar 2016 in Birmingham